# Zodiac (film)
Pour un autre film, voir The Zodiac.
Pour les articles homonymes, voir Zodiaque (homonymie).
Pour plus de détails, voir Fiche technique et Distribution.
Zodiac est un film américain réalisé par David Fincher sorti en 2007.
S'inspirant des livres de Robert Graysmith — à l'époque dessinateur de presse au San Francisco Chronicle —, il retrace l'enquête sur le tueur du Zodiaque, mystérieux tueur en série qui frappa dans la région de la baie de San Francisco dans les années 1960 et 1970.
Cité comme une référence parmi les films d'investigation, il est présenté en compétition officielle pour la Palme d'or au Festival de Cannes 2007. Il reçoit globalement de bonnes critiques presse mais connaît un succès limité comparé à son budget de production.

## Synopsis
Le 4 juillet 1969, une personne attaque Darlene Ferrin et Mike Mageau avec une arme de poing dans une allée des amoureux à Vallejo, en Californie. Seul Mike survit. Un mois plus tard, le San Francisco Chronicle reçoit des lettres cryptées écrites par le tueur se faisant appeler « Zodiac », qui menace de tuer une douzaine de personnes si son message codé contenant son identité n'est pas publié. Le caricaturiste politique Robert Graysmith, qui devine à juste titre que son identité ne figure pas dans le message, n'est pas pris au sérieux par le journaliste policier Paul Avery ni par les éditeurs et est exclu des premiers détails sur les meurtres.
Lorsque le journal publie les lettres, un couple marié en déchiffre une. En septembre, le tueur poignarde Bryan Hartnell, étudiant en droit, et Cecelia Shepard, au lac Berryessa, dans le comté de Napa ; Cecilia décède deux jours plus tard. Au bureau, Avery se moque de Graysmith avant de discuter des lettres codées.
Graysmith interprète la lettre, ce qu'Avery trouve utile, et il commence à partager des informations. L'une des idées de Graysmith à propos des lettres est que la référence de Zodiac comme « l'animal le plus dangereux de tous » est une référence au film Les Chasses du comte Zaroff (The Most Dangerous Game), qui met en scène le méchant comte Zaroff, un mec qui chasse des proies humaines vivantes. Deux semaines plus tard, Paul Stine, chauffeur de taxi de San Francisco, est tué par balle dans le quartier Presidio Heights de la ville. Le tueur du Zodiac envoie des morceaux de la chemise tachée de sang de Stine au Chronicle avec une lettre moqueuse. Les inspecteurs de police de San Francisco Dave Toschi et son partenaire Bill Armstrong sont chargés de l'affaire par le capitaine Marty Lee et travaillent en étroite collaboration avec Jack Mulanax de Vallejo et le capitaine Ken Narlow à Napa. Une personne prétendant être Zodiac continue d'envoyer des lettres provocatrices et parle au téléphone avec l'avocat Melvin Belli dans l'émission matinale KGO-TV animée par Jim Dunbar. En 1971, les détectives Toschi, Armstrong et Mulanax interrogent Arthur Leigh Allen, suspect dans l'affaire Vallejo. Ils remarquent qu'il porte une montre-bracelet Zodiac, avec le même logo utilisé par le tueur, et Toschi pense qu'il est le tueur. Cependant, un expert en écriture insiste sur le fait qu'Allen n'a pas écrit les lettres du zodiaque, même si on dit qu'Allen est ambidextre. Avery reçoit une lettre menaçant sa vie ; devenant paranoïaque, il se tourne vers la drogue et l'alcool. Il partage des informations avec le service de police de Riverside selon lesquelles le tueur aurait pu être actif avant les meurtres initiaux, ce qui met en colère Toschi et Armstrong. La notoriété de l'affaire pèse sur Toschi, qui ne peut pas assister à un film hollywoodien, Dirty Harry, vaguement basé sur l'affaire Zodiac. En 1978, Avery a déménagé au Sacramento Bee. Graysmith contacte constamment Toschi au sujet des meurtres du Zodiac et finit par l'impressionner par sa connaissance de l'affaire. Bien que Toschi ne puisse pas donner directement accès à Graysmith aux preuves, il fournit des noms dans d'autres services de police où les meurtres de Zodiac ont eu lieu. Armstrong est transféré de la division des homicides de la police de San Francisco et Toschi est rétrogradé pour avoir prétendument falsifié une lettre du Zodiac. Graysmith poursuit sa propre enquête, décrite dans le Chronicle, et donne une interview télévisée sur le livre qu'il écrit sur l'affaire. Il commence à recevoir des appels téléphoniques de quelqu'un qui respire fort.
Alors que son obsession s'approfondit, Graysmith perd son emploi et sa femme Mélanie le quitte, emmenant leurs enfants. Graysmith apprend qu'Allen vivait près de Ferrin et la connaissait probablement et que son anniversaire correspond à celui que Zodiac a donné lorsqu'il a parlé à l'une des servantes de Melvin Belli. Même si des preuves circonstancielles semblent indiquer sa culpabilité, les preuves matérielles, telles que des empreintes digitales et des échantillons d'écriture manuscrite, ne l'impliquent pas. En 1983, Graysmith suit Allen dans un magasin Vallejo Ace Hardware, où il est employé comme vendeur ; ils se regardent avant que Graysmith ne parte. Huit ans plus tard, après que le livre de Graysmith, Zodiac, soit devenu un best-seller, Mike Mageau identifie Allen à partir d'une photo de la police. Un épilogue textuel indique qu'Allen est décédé avant que la police ne puisse l'interroger et que l'affaire reste ouverte.

## Fiche technique
- Titre original et français : Zodiac
- Titre québécois : Le zodiaque
- Réalisation : David Fincher
- Scénario : James Vanderbilt, d'après les livres Zodiac et Zodiac Unmasked de Robert Graysmith
- Musique : David Shire
- Direction artistique : Keith P. Cunningham
- Décors : Donald Graham Burt
- Costumes : Casey Storm
- Photographie : Harris Savides
- Montage : Angus Wall
- Production : Ceán Chaffin, Brad Fischer, Mike Medavoy, Arnold Messer, Louis Phillips (producteur exécutif) et James Vanderbilt
- Sociétés de production : Paramount Pictures, Warner Bros. et Phoenix Pictures
- Sociétés de distribution : Paramount Pictures (États-Unis), Warner Bros. (France)
- Budget : 65 millions de dollars US[2]
- Pays de production :  États-Unis
- Langue originale : anglais
- Format : couleur (Technicolor) — 35 mm et Digital Cinema Package — 2,40:1 — son SDDS / Dolby Digital / DTS
- Genre : thriller, policier
- Durée : 157 minutes, 162 minutes (version director's cut)
- Dates de sortie[3] :
  - États-Unis, Canada : 2 mars 2007
  - France : 17 mai 2007
  - Belgique : 6 juin 2007
- Classification :
  - États-Unis : R
  - France : Tous publics avec avertissement (visa d'exploitation no 117523 délivré le 16 mai 2007) lors de sa sortie en salles mais déconseillé aux moins de 10 ans à la télévision

## Distribution

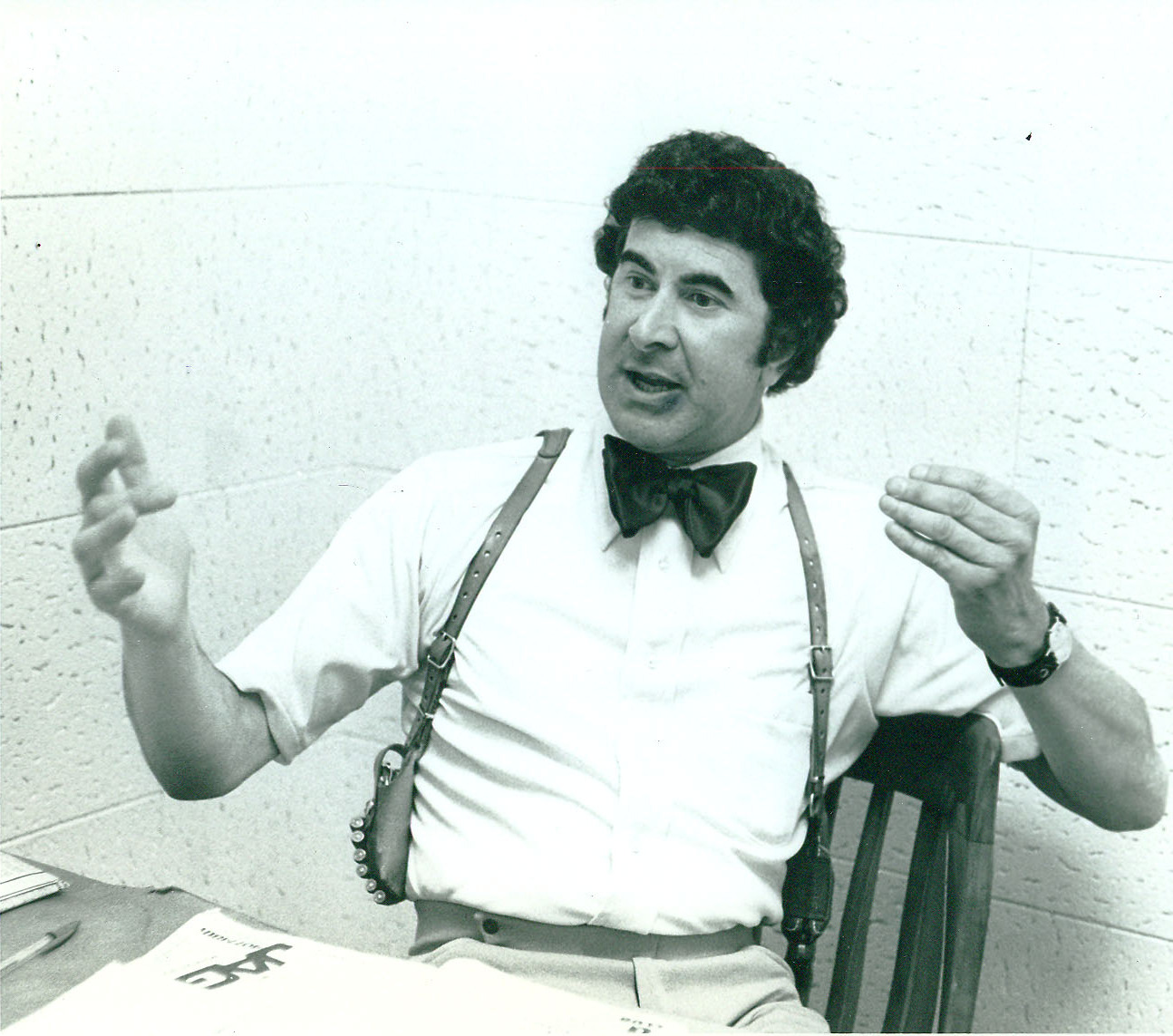
L'inspecteur Dave Toschi, ici en 1976, est incarné à l'écran par Mark Ruffalo.

- Jake Gyllenhaal (V. F. : Rémi Bichet) : Robert Graysmith, dessinateur au San Francisco Chronicle
- Mark Ruffalo (V. F. : Alexis Victor) : l'inspecteur David « Dave » Toschi
- Robert Downey Jr. (V. F. : Bernard Gabay) : Paul Avery (en), journaliste au San Francisco Chronicle
- Anthony Edwards (V. F. : Thierry Ragueneau) : l'inspecteur William « Bill » Armstrong, l'adjoint de Dave Toschi
- Chloë Sevigny (V. F. : Anneliese Fromont) : Melanie, la compagne de Robert Graysmith
- Philip Baker Hall (V. F. : Benoît Allemane) : Sherwood Morrill, l'expert graphologue
- John Carroll Lynch (V. F. : Jean-François Roubaud) : Arthur Leigh Allen, le suspect pédophile surnommé « Lee »
- Brian Cox (V. F. : Philippe Catoire) : Melvin Belli
- Dermot Mulroney (V. F. : Patrick Noérie) : le capitaine Marty Lee
- Ione Skye (V. F. : Alexandra Filliez) : Kathleen Johns, la conductrice avec bébé
- Ed Setrakian : Al Hyman
- John Getz (V. F. : Hervé Bellon) : Templeton Peck
- John Terry (V.F. : Pierre Dourlens) : Charles Thieriot
- Candy Clark : Carol Fisher
- Elias Koteas (V. F. : Patrice Baudrier) : le sergent Jack Mulanax
- Donal Logue (V. F. : Olivier Cordina) : Capitaine Ken Narlow
- Clea DuVall : Linda
- Lee Norris : Mike Mageau, jeune
- Jimmi Simpson : Mike Mageau, adulte
- Patrick Scott Lewis (V. F. : Stéphane Pouplard) : Bryan C. Hartnell
- Jason Wiles : Dagitz
- Tom Verica : Jim Dunbar
- Charles Fleischer (V. F. : Philippe Peythieu) : Bob Vaughn
- Adam Goldberg : Duffy Jennings
- Zach Grenier (V. F. : Jérôme Keen) : Mel Nicolai
- James LeGros : l'officier George Bawart
- Paul Schulze : Sandy Panzarella
- Richmond Arquette : Zodiac 1 et 2
- Bob Stephenson : Zodiac 3
- John Lacy : Zodiac 4

- Version française
  - Société de doublage : Cinéphase
  - Direction artistique : Jenny Gérard
  - Adaptation : Marion Bessay

Sources et légende : Version française (VF)  sur Allodoublage et RS doublage

## Production

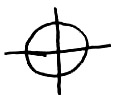
Symbole utilisé par le tueur du Zodiaque dans ses lettres.

### Genèse du film
Le scénariste James Vanderbilt découvre le livre de Robert Graysmith en 1986, durant ses études. Quelques années après être devenu scénariste, il a l'occasion de rencontrer l'auteur. Fasciné par le tueur du Zodiaque, il décide d'en faire un script de film. Le scénariste présente son projet à Mike Medavoy et Bradley J. Fischer de Phoenix Pictures, tout en précisant qu'il souhaite garder le contrôle sur le développement du film. Ils rencontrent ensemble Robert Graysmith à l'avant-première d’Auto Focus de Paul Schrader (adapté d'une autre œuvre de Graysmith). Un accord est trouvé pour les droits des livres Zodiac et Zodiac Unmasked, qui sont disponibles après l'option levée par Disney.
James Vanderbilt et les producteurs cherchent ensuite un réalisateur. Leur premier choix est David Fincher, qui devait initialement adapter Le Dahlia noir de James Ellroy. David Fincher a été, enfant, marqué par cette affaire. Habitant la région, il utilisait les bus scolaires, surveillés par la police, qu'un suspect se revendiquant comme étant le tueur du Zodiaque avait menacé de faire sauter. Sa voisine était une des policières enquêtant sur l'affaire et il avait pique-niqué en famille au lac Berryessa, juste après qu'un des meurtres du Zodiac y fut commis. 
Le film est basé sur les deux livres de Robert Graysmith, dessinateur au San Francisco Chronicle à l'époque des faits, et qui est resté obsédé par cette affaire. Le film reprend largement les éléments du livre et les personnages, réels, que sont le journaliste Paul Avery et les inspecteurs de police Dave Toschi et Bill Armstrong. David Fincher ne place pas le tueur en série au centre de son récit, mais plutôt le dessinateur, le journaliste et le policier ayant suivi l'affaire au plus près, chroniquant l'échec de leur enquête et les conséquences que cette dernière aura sur leur propre vie.
La documentation du film se révèle assez exceptionnelle puisqu'en plus des deux livres de Robert Graysmith (Zodiac (en) sorti en 1986 et Zodiac unmasked : the identity of America's most elusive serial killer revealed sorti en 2002), David Fincher et son équipe ont pu s'appuyer sur une très grande quantité d'interviews et de documents accumulés durant trois décennies. De plus, pour coller davantage à la réalité, David Fincher a voulu inclure dans son film seulement les meurtres avec des témoins ou victimes encore vivants. Avec son équipe, il passe ainsi environ 18 mois à interviewer des survivants, des témoins, leurs familles, des suspects, des policiers ainsi que les maires de San Francisco et de Vallejo.
Après avoir lu le scénario du film, Robert Graysmith déclare notamment : « Maintenant je sais pourquoi ma femme a voulu divorcer. »

### Attribution des rôles
Pour le rôle de Robert Graysmith, Jake Gyllenhaal est le premier choix de David Fincher. Le réalisateur avait cependant songé à Orlando Bloom si l'acteur avait refusé le rôle. Pour incarner Paul Avery, David Fincher voulait Daniel Craig mais avait également songé à Brad Pitt.
Pour le rôle de Bill Armstrong, Anthony Edwards était le premier choix de David Fincher et celui-ci le connaissait non pas grâce à la série Urgences mais parce qu'ils étaient voisins.
En 2005, il y a eu une rumeur sur le fait que Gary Oldman incarne le rôle de Melvin Belli mais cela fut rapidement démenti.
Le rôle de Linda était, à l'origine, écrit pour Bijou Phillips, qui a dû refuser à cause de conflits d'emploi du temps et fut finalement attribué à Clea DuVall.
Philip Baker Hall, qui incarne ici Sherwood Morrill, avait tenu un autre rôle dans un autre film consacré au tueur du Zodiaque, The Zodiac sorti en 2005.
Certains acteurs ont pu rencontrer la personnalité qu'ils incarnent à l'écran. Mark Ruffalo, qui interprète l'inspecteur Dave Toschi, a quant à lui été très surpris que le policier se souvienne encore de tous les détails de l'enquête.

### Tournage
Le tournage a duré 110 jours. En raison de ce long processus, David Fincher demande aux acteurs de parler plus vite. Toujours pour gagner du temps durant le tournage, David Fincher a décidé que tout le sang serait ajouté numériquement en postproduction.
Le film a été tourné notamment avec la caméra numérique Thomson VIPER FilmStream 4:4:4. Cependant, certaines séquences, notamment en ralenti, sont tournées sur pellicule.
David Fincher voulait que les décors soient les plus réalistes possibles. Ainsi, lorsque l'équipe tourne sur les lieux d'un meurtre au lac Berryessa, le site est réaménagé pour ressembler à sa configuration de l'époque. L'équipe n'a pas toujours eu les autorisations pour tourner sur les véritables lieux des crimes. Ainsi, le meurtre du taxi (qui a eu lieu à l'intersection des rues Washington et Cherry à San Francisco) a été tourné dans les studios de Downey en raison de restrictions de tournage et de l'opposition des associations de voisinage. La scène où Robert Graysmith et Dave Toschi regardent L'Inspecteur Harry a été tournée au Mann National Theatre de Westwood.

## Musique

### Zodiac: Songs from the Motion Picture
En février 2007, sort l'album Zodiac: Songs from the Motion Picture, qui contient des chansons non originales.
Liste des titres de l'album
1. Three Dog Night - Easy to Be Hard
2. Eric Burdon & The Animals - Sky Pilot
3. Santana - Soul Sacrifice
4. The Four Tops - Bernadette
5. Lynn Anderson - (I Never Promised You a) Rose Garden
6. Sly and the Family Stone - I Want to Take You Higher
7. Isaac Hayes - Hyperbolicsyllabicsesquedalymistic
8. Marvin Gaye - Inner City Blues (Make Me Wanna Holler)
9. Stories - Brother Louie
10. Donovan - Hurdy Gurdy Man
11. Johnny Mathis - It's Not for Me to Say
12. John Coltrane - Mary's Blues
13. Miles Davis - Solar
14. The Johnny Mann Singers - The Sound of the City
15. Tears for Fears - I Believe
16. Gary Puckett & The Union Gap - Young Girl

D'autres morceaux apparaissent dans le film, mais pas sur l'album : Jean d'Oliver (1969), Bang Bang (My Baby Shot Me Down) de Vanilla Fudge (1967), Don't Let the Sun Catch You Crying (1968) de José Feliciano, Crystal Blue Persuasion de Tommy James and the Shondells (1969), There is No Christmas Like a Home Christmas de Perry Como (1950), Arrivederci, Roma de Mario Lanza, Snowbird d'Anne Murray (1970), Lowdown de Boz Scaggs (1976), Tar Sequence de Lalo Schifrin, Deacon Blues de Steely Dan (1977) ou encore Baker Street de Gerry Rafferty (1978). Par ailleurs, plusieurs chansons sont présentes dans la scène « 4 ans plus tard » sur la version director's cut : A Horse with No Name d'America (1972), Papa Was a Rollin' Stone des Temptations (1972), Killing Me Softly with His Song de Roberta Flack (1972), At Seventeen de Janis Ian (1975), You Ain't Seen Nothing Yet de Bachman-Turner Overdrive (1974), Pick Up the Pieces du Average White Band (1974) et Love Rollercoaster de The Ohio Players (1975).

### Zodiac: Original Motion Picture Score
Au départ, le film ne devait pas comporter de musique originale, en raison du manque de scènes nécessitant de la musique, ainsi qu'à cause du budget. Pour le montage provisoire, des extraits de la musique des films Conversation secrète et Les Hommes du président, sont utilisés. Face aux résultats, David Fincher et son équipe décident d'engager le compositeur de la musique de ces deux films, David Shire.
Liste des titres
1. Aftermaths (4:08)
2. Graysmith (1:29)
3. Law & Disorder (4:16)
4. Trailer Park (2:51)
5. Dare to Dream (1:21)
6. Avery & Graysmith, Toschi & Armstrong (3:29)
7. Graysmith Obsessed (4:09)
8. Are You Done? (2:22)
9. Closer & Closer (3:14)
10. Confrontation (3:34)
11. Graysmith's Theme (2:35)
12. Toschi's Theme (Unused) (2:10)
13. Graysmith's Theme (Piano version) (4:19)

La dernière piste de l'album ne dure qu'une minute. Après la fin de la musique, on peut entendre une conversation entre David Fincher et le compositeur David Shire.

## Version longue
En 2008, une version longue director's cut sort en DVD et Blu-ray. Ce montage ne change pas l'intrigue globale du film. Les ajouts sont de courtes scènes supplémentaires ou des scènes légèrement rallongées :
- Dans la scène de l'émission de télévision, deux nouvelles répliques de Melvin Belli sont rajoutées au sujet du Fairmont Hotel et du tueur tentant de contacter F. Lee Bailey. Plus tard, lors de son tête à tête avec les inspecteurs Toschi et Armstrong, Melvin Belli évoque un safari en Afrique.
- Une scène de présentation est ajoutée lorsque Dave Toschi et Ken Narlow rencontrent la police de Riverside.
- Dans la scène suivante, d'autres détails sur l'affaire Cheri Jo Bates permettent à Ken Narlow de faire le rapprochement avec la tentative d'enlèvement de l'automobiliste par le tueur.
- Robert Graysmith réveille Paul Avery endormi ivre à l'arrière d'une voiture.
- Pour convaincre du bien fondé de leur investigation, Armstrong, Toschi et leur chef, Marty Lee (Dermot Mulroney) tiennent une conférence téléphonique avec un de leurs supérieurs dans laquelle ils récapitulent tous les éléments à charge contre Arthur Leigh Allen. Dans la version cinéma, il y avait juste un plan montrant une autorisation de perquisition signée et on pouvait entendre la phrase « Il semble que vous ayez trouvé votre homme ».
- Un montage audio de chansons de l'époque et d'actualités, sur fond noir, d'environ une minute, fait le lien entre les quatre années qui s’écoulent durant l’enquête.
- Quelques plans sont rajoutés lors de l’entrevue en prison entre Linda del Buono et Robert Graysmith.

## Sortie

### Accueil critique
Le film reçoit globalement de très bonnes critiques. Sur l'agrégateur américain Rotten Tomatoes, Zodiac obtient 90% d'avis favorables, 243 critiques et une note moyenne de 7,65⁄10. Sur Metacritic, il décroche une moyenne de 78⁄100 pour 40 critiques.
Zodiac a également reçu une très bonne critique presse en France. Sur le site Allociné, qui compile 25 titres de presse, le film obtient une note moyenne de 4,1⁄5, les journalistes louant la qualité de la mise en scène. Dans Le Monde, on peut ainsi lire que « David Fincher [...] renonce aux plus adolescentes de ses qualités et parvient à une maturité qui impressionne autant par la maîtrise de la forme que par la complexité du propos ». Les Cahiers du cinéma classe Zodiac parmi les dix meilleurs films de 2007 — à la 5e place ex æquo avec La France de Serge Bozon — et  Cyril Neyrat salue dans sa critique un « passionnant laboratoire du cinéma hollywoodien contemporain » . Pour Télérama, le film « est, en quelque sorte, une définition du cinéma, et, plus précisément, de la mise en scène ».
Certaines critiques sont cependant négatives, comme celle parue dans L'Humanité : « [...] un récit auquel on ne s'attache guère, platement illustré par une mise en scène comme on en trouve plus souvent dans les téléfilms. Il n'y a même plus cette tension nerveuse que provoquait Fight Club ou Panic Room et, de surcroît, c'est inutilement long ». Frédéric Strauss de Télérama reproche à Fincher de filmer « la banalité qui l'emporte, l'enquête palpitante qui devient routine, le temps qui passe et recouvre tout ». Et d'ajouter : « Hélas, il ne résiste pas à étirer ce principe sur une durée interminable, digne d'une fresque viscontienne. »

### Box-office
| Pays ou région    | Box-office        | Date d'arrêt du box-office | Nombre de semaines |
| ----------------- | ----------------- | -------------------------- | ------------------ |
| États-Unis Canada | 33 080 084 $      | 3 mai 2007                 | 9                  |
| France            | 1 130 683 entrées | 13 juin 2007               | 5                  |
| Total mondial     | 84 785 914 $      |                            |                    |

## Distinctions

### Récompenses
- Dublin Film Critics' Circle Awards : meilleur réalisateur

### Nominations
- Festival de Cannes 2007 : en compétition pour la Palme d'or[17]
- Satellite Awards 2007 : meilleur acteur dans un second rôle pour Brian Cox, meilleure photographie pour Harris Savides et meilleur scénario adapté pour James Vanderbilt
- Teen Choice Awards 2007 : meilleur acteur dans un film d'horreur ou thriller pour Jake Gyllenhaal
- World Soundtrack Awards 2007 : meilleure bande originale pour David Shire
- Toronto Film Critics Association Awards 2007 : meilleur réalisateur pour David Fincher et meilleur film
- Online Film Critics Society Awards 2007 : meilleur réalisateur pour David Fincher, meilleur film, meilleur montage pour Angus Wall et meilleur scénario adapté pour James Vanderbilt[18]
- Visual Effects Society Awards 2008 : meilleur environnement créé pour un film en live pour « Washington et Cherry », meilleurs effets visuels secondaires
- Saturn Awards 2008 : meilleur film d'action, d'aventures ou thriller
- Bodil 2008 : meilleur film américain
- Prix Edgar-Allan-Poe 2008 : meilleur scénariste pour James Vanderbilt
- Empire Awards 2008 : meilleur réalisateur pour David Fincher, meilleur film et meilleur thriller
- London Film Critics Circle Awards 2008 : meilleur réalisateur pour David Fincher et meilleur film
- Writers Guild of America Awards 2008 : meilleur scénario adapté pour James Vanderbilt

## Analyse

### Référence à d'autres œuvres
Deux des protagonistes (Graysmith et Toschi) regardent au cinéma L'Inspecteur Harry. Sorti en 1971 en pleine affaire du tueur du Zodiaque, le film avec Clint Eastwood s'inspire de cette affaire. Le tueur du Zodiaque avait annoncé qu'il tirerait sur des bus scolaires. Dans L'Inspecteur Harry, le criminel surnommé Scorpio prend en otage des enfants dans un bus. Par ailleurs, il envoie également des messages chiffrés.
Les personnages font plusieurs fois référence au film Les Chasses du comte Zaroff de 1932.

### Autour du film
Le véritable Bryan C. Hartnell, incarné à l'écran par Patrick Scott Lewis, fait un caméo dans le film avec sa femme. Il apparait en arrière plan lorsque dans un escalier le capitaine Marty Lee demande à l'inspecteur Dave Toschi s'il veut un câlin.
Ione Skye incarne ici la femme attaquée avec son bébé, Kathleen Johns. Elle est la fille du chanteur Donovan, dont la chanson Hurdy Gurdy Man est utilisée dans le film.